# تشنغ تشي لانغ (كرة سلة)
تشنغ تشي لانغ (بالصينية: 鄭志龍) مواليد 29 أغسطس 1969 في تايوان، هو مدرب كرة سلة تايواني ولاعب معتزل. بدأ مسيرته الاحترافية في سنة 1989. يبلغ طوله 6 قدم 3 بوصة (1.9 م). مثل منتخب تايوان لكرة السلة. لعب في الرابطة الصينية لكرة السلة. اعتزل اللعب في 2001.